# سعيد أباد (حومة بم)
سعید أباد (بالفارسية: سعیدآباد) هي قرية تقع في إيران في منطقة مركزية ريفية. يقدر عدد سكانها بـ 40 نسمة بحسب إحصاء 2016.